# Arne Åkermark
Arne Åkermark (* 12. November 1902 in Stockholm, Schweden; † 20. Dezember 1962 ebenda) war ein schwedischer Filmarchitekt.

## Leben und Wirken
Arne Åkermark studierte in den 1920er Jahren in seiner Heimatstadt Stockholm Kunst und Architektur und unternahm Studienreisen nach Frankreich und England. Seine ersten praktischen Tätigkeiten waren die eines Dekorateurs und Innenausstatters. Unmittelbar nach Beginn des Tonfilmzeitalters begann Åkermark seine Architektentätigkeit beim heimischen Film, wo er in den folgenden drei Jahrzehnten eine enorme Schaffenskraft an den Tag legte.
Nahezu 200 Filme betreute er bautechnisch, überwiegend außerhalb Schwedens unbekannte Kleinproduktionen, darunter auch einige frühe (1930er Jahre) Arbeiten mit Zarah Leander und Ingrid Bergman. Seit den 1940er Jahren kamen auch Aufträge zu höherwertigen Inszenierungen dazu, und Åkermark gestaltete die Filmbauten zu einigen ambitionierten Dramen wie Alf Sjöbergs Die Hörige, Ingmar Bergmans Kris und Gustaf Molanders Frau ohne Gesicht (nach einem Drehbuch Bergmans). Bis 1948 wirkte Åkermark in den Filmstudios von Råsunda, anschließend in Sundbyberg. Arne Åkermark, der bis zuletzt aktiv blieb, starb 1962 in einer Stockholmer Pfarrei.

## Filmografie
- 1930: Brokiga blad
- 1930: Dantes Mysterier
- 1931: Trötte Teodor
- 1931: Seine letzte Nacht (En natt)
- 1931: Der falsche Millionär (Falska Millionären)
- 1932: Svarta rosor
- 1932: Landskamp
- 1932: Kammerkätzchen (Vi som går köksvägen)
- 1933: En natt på Smygeholm
- 1933: Vad veta väl männen?
- 1934: Simon i Backabo
- 1934: Sången till henne
- 1934: Kungliga Johansson
- 1934: Anderssonskans Kalle
- 1935: Swedenhielms
- 1935: Bränningar
- 1935: Ungkarlspappan
- 1935: Die Sünde wider das Leben (Valborgsmässoafton)
- 1936: Johan Ulfstjerna
- 1936: Intermezzo
- 1936: Konflikt
- 1937: Sara lär sig folkvett
- 1937: Ryska snuvan
- 1937: Pappas pojke
- 1938: Fram för framgång
- 1938: Blixt och dunder
- 1938: Dollar
- 1938: Den stora kärleken
- 1939: Landstormens lilla Lotta
- 1939: Emelie Högqvist
- 1939: Kadettkamrater
- 1939: Liebe – Männer – und Harpunen (Valfångare)
- 1939: Juninatten
- 1939: Stål
- 1940: Kyss henne!
- 1940: Stora famnen
- 1940: Snurriga familjen
- 1941: Stackars Ferdinand
- 1941: Frechheit siegt (Fröken Vildkatt)
- 1941: Donungen
- 1942: Sexlingar
- 1942: Jacobs stege
- 1942: Rid i natt!
- 1942: Himmelsspiel (Himlaspelet)
- 1943: Katrina
- 1943: Ordet
- 1943: Excellensen
- 1943: Kungajakt
- 1944: Dolly tat chansen
- 1944: Kejsaren av Portugallien
- 1944: Die Hörige (Hets)
- 1945: Resan bort
- 1945: Galgmannen
- 1945: Vandring med månen
- 1946: Kris
- 1946: Ballongen
- 1946: Das Mädchen vom Germundshof (Driver dagg faller regn)
- 1947: Krigsman erinran
- 1947: Frau ohne Gesicht (Kvinna utan ansikte)
- 1948: Janne Vängmans bravader
- 1948: Scotts letzte Fahrt (Scott of the Antarctic)
- 1949: Janne Vängman på nya äventyr
- 1950: Ung och kär
- 1950: Pimpernel Svensson
- 1951: Greve Svensson
- 1951: Fahrt ins Blaue (Leva på ″Hoppet″)
- 1952: Farlig kurva
- 1953: Kungen av Dalarna
- 1953: Freibeuter, Rebellen und Musketiere (Göingehövdingen)
- 1954: Brudar och bollar
- 1954: Hjälpsamma herrn
- 1955: Blå himmel
- 1966: Giftas
- 1956: Ett dockhem
- 1956: Britta, das Malermodell (Het är min längtan)
- 1957: Enslingen Johannes
- 1958: Der Verführer (Fröken April)
- 1959: Sängkammartjuven
- 1960: Drei Wünsche (Tre önskningar)
- 1961: Ljuvlig är sommarnatten
- 1962: Biljett till paradiset